# Deeping Saint Nicholas
Deeping Saint Nicholas is een civil parish in het bestuurlijke gebied South Holland, in het Engelse graafschap Lincolnshire met 1961 inwoners.